# Dam & Partners Architecten
Dam & Partners Architecten is een Nederlands architectenbureau uit Amsterdam.
Het bureau is in 1962 opgericht door Nederlands architect Cees Dam, nu geleid door zijn zoon Diederik Dam.
De projecten van het bureau zijn uiteenlopend en variëren van stedelijke ontwikkelingen, hoogbouw en transformatieprojecten tot particuliere woningen, interieurontwerpen en objecten.
Het bureau heeft onder andere het ontwerp geleverd voor de Stopera in Amsterdam (i.s.m Wilhelm Holzbauer), de Zalmhaven en de Maastoren in Rotterdam . In samenwerking met Franse architect Jean Nouvel levert Dam & Partners Architecten het hoofdkantoor van European Patent Office. 
Ook leverde het bedrijf het ontwerp voor het hoofdkantoor van NRC Handelsblad aan het Rokin in Amsterdam, Hourglass op de Zuidas en het Stadshuis van Almere. In Haarlem leverden zij onder andere het ontwerp voor de Houtwachters en het nieuwe clubhuis van RFC Haarlem. In 2022 werd het Zalmhaven-complex in Rotterdam opgeleverd. De hoogste woontoren van dit complex is tevens ontworpen door Dam & Partners en is sinds 2022 het hoogste vrijstaande bouwwerk van Nederland .

## Fotogalerij

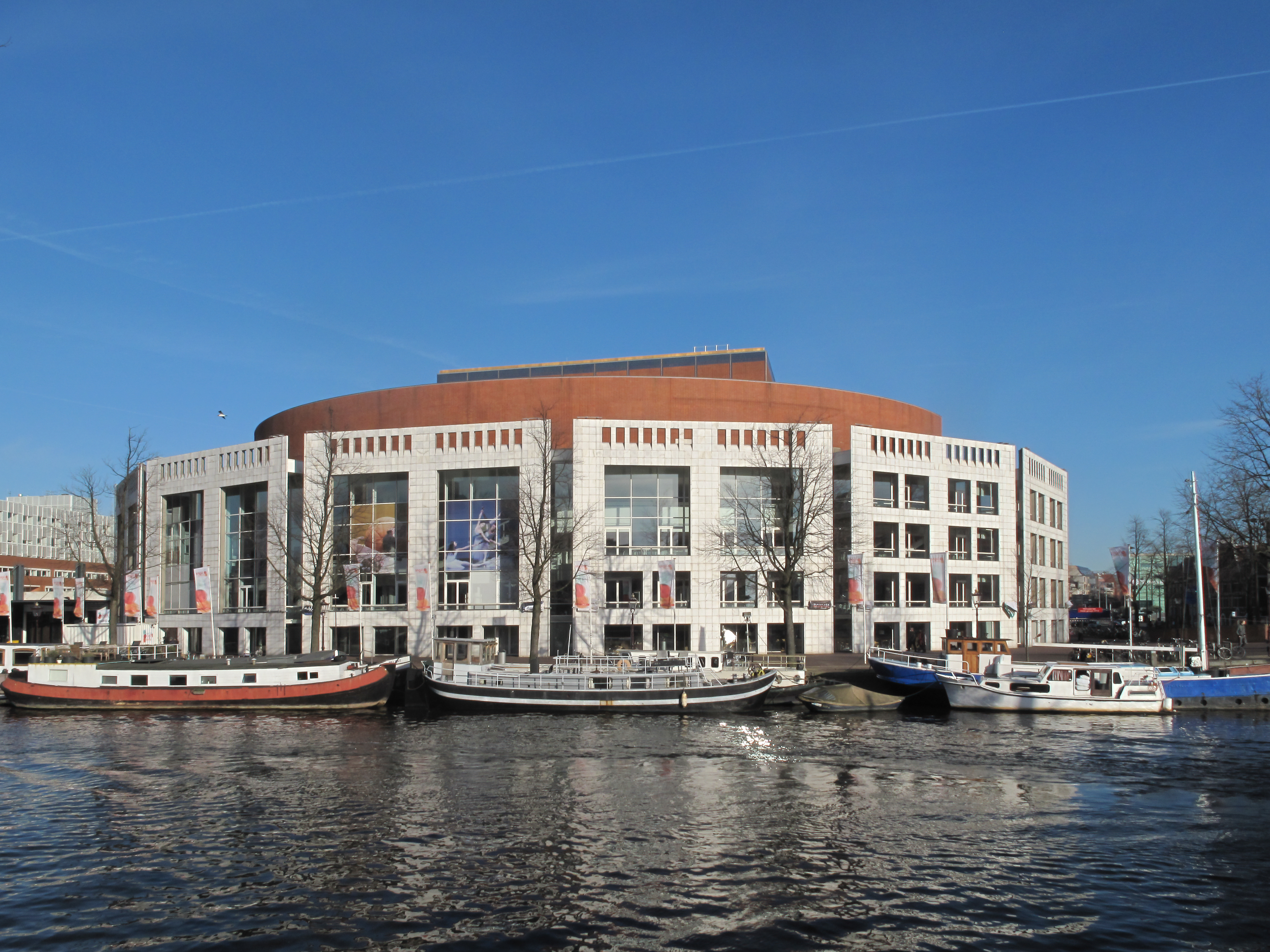
Stopera, Amsterdam, 1986
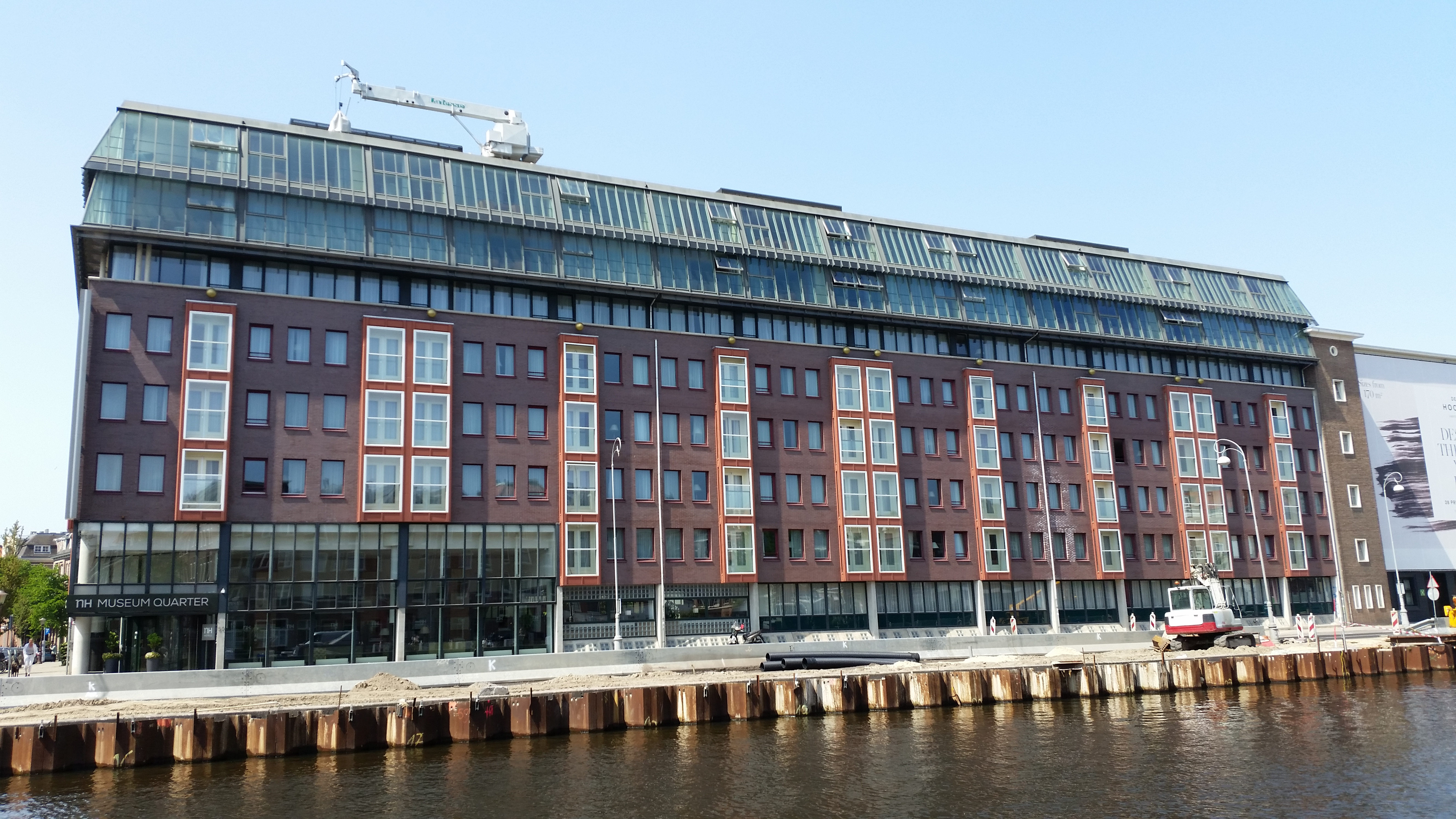
Complex Hobbemakade, Amsterdam 2001
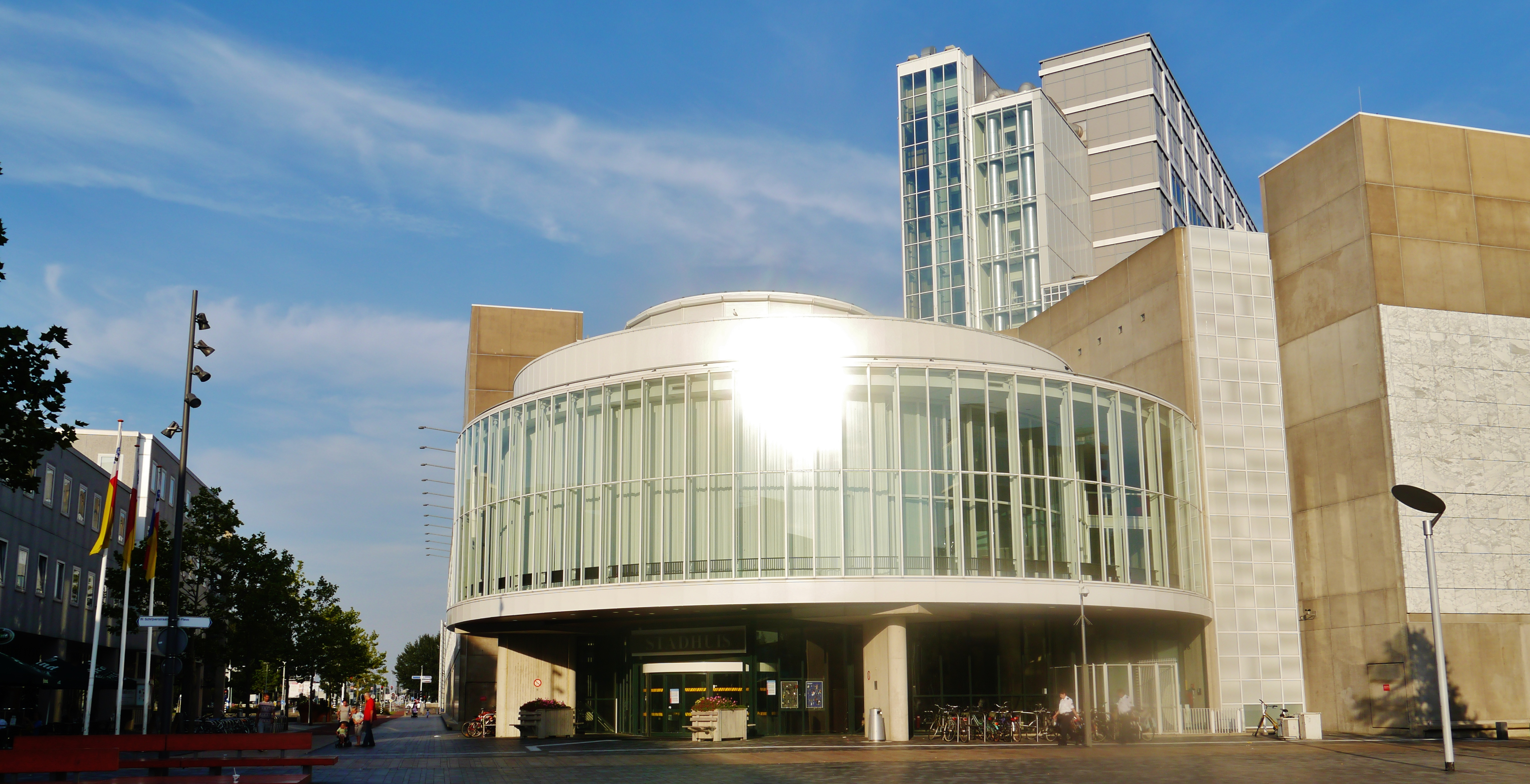
Stadhuis Almere, 2004
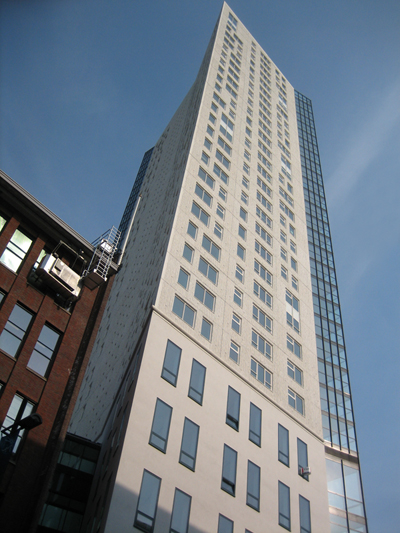
Rond de Admirant, Eindhoven, 2006
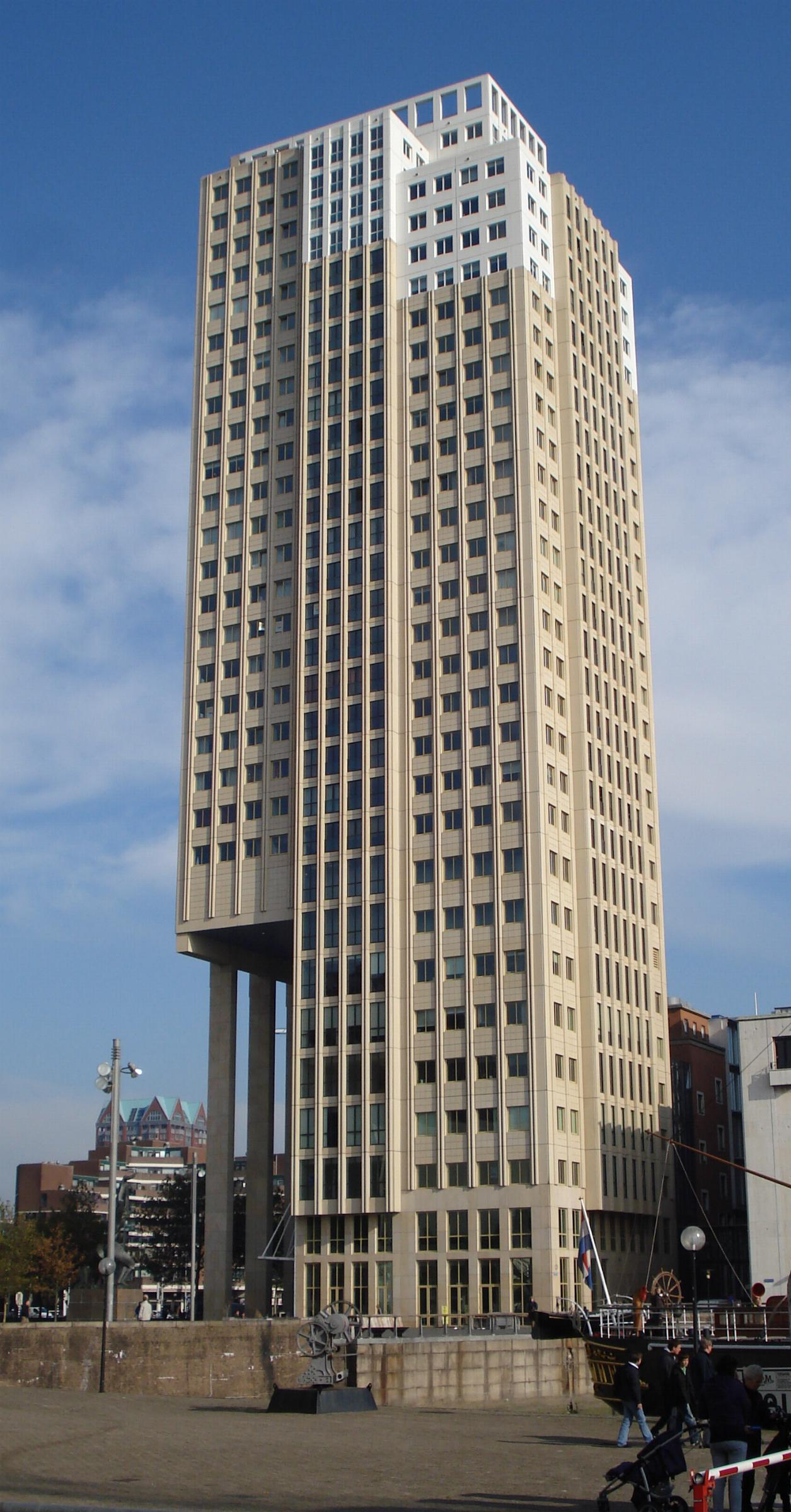
De Coopvaert, Rotterdam, 2006
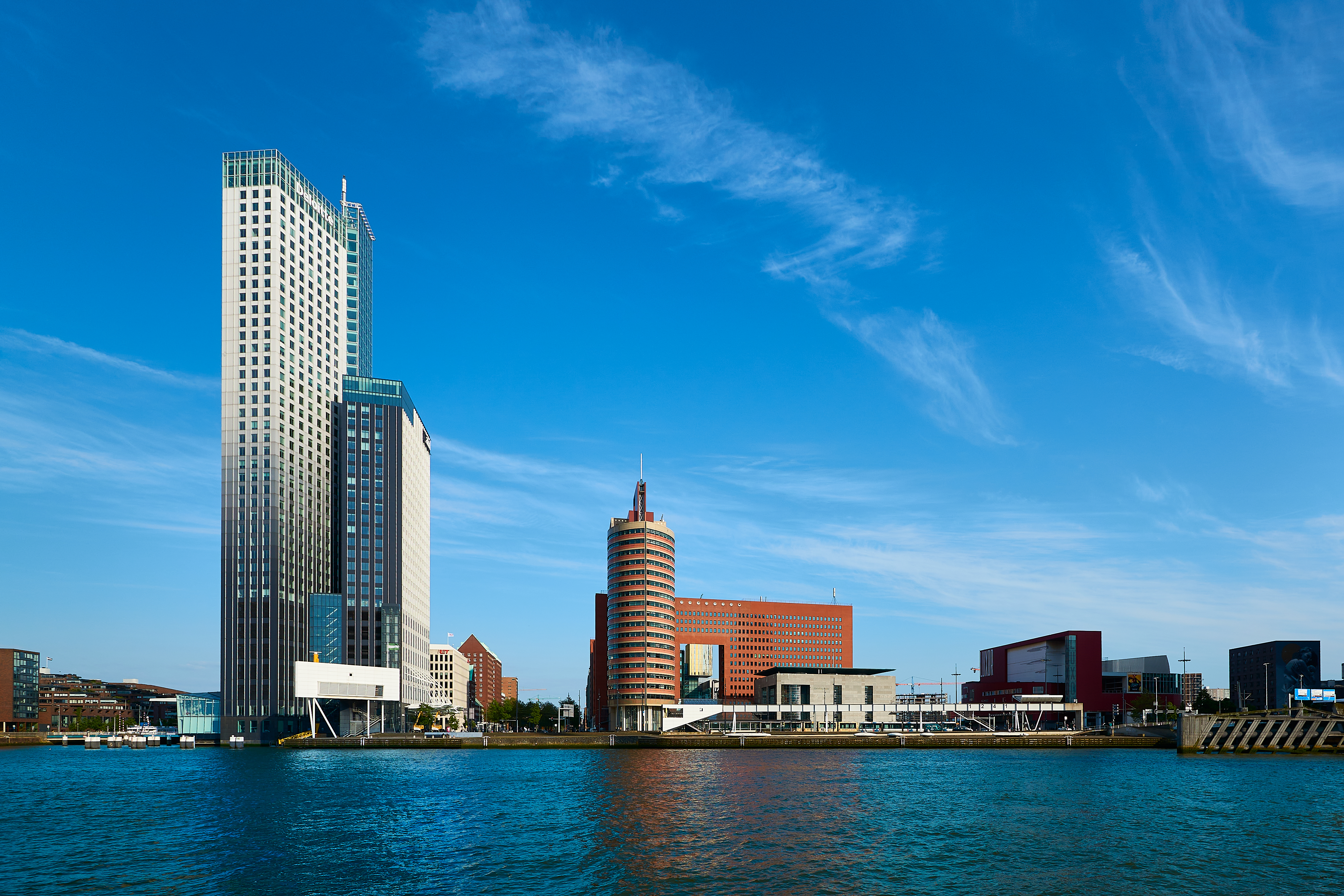
Maastoren, Rotterdam, 2009
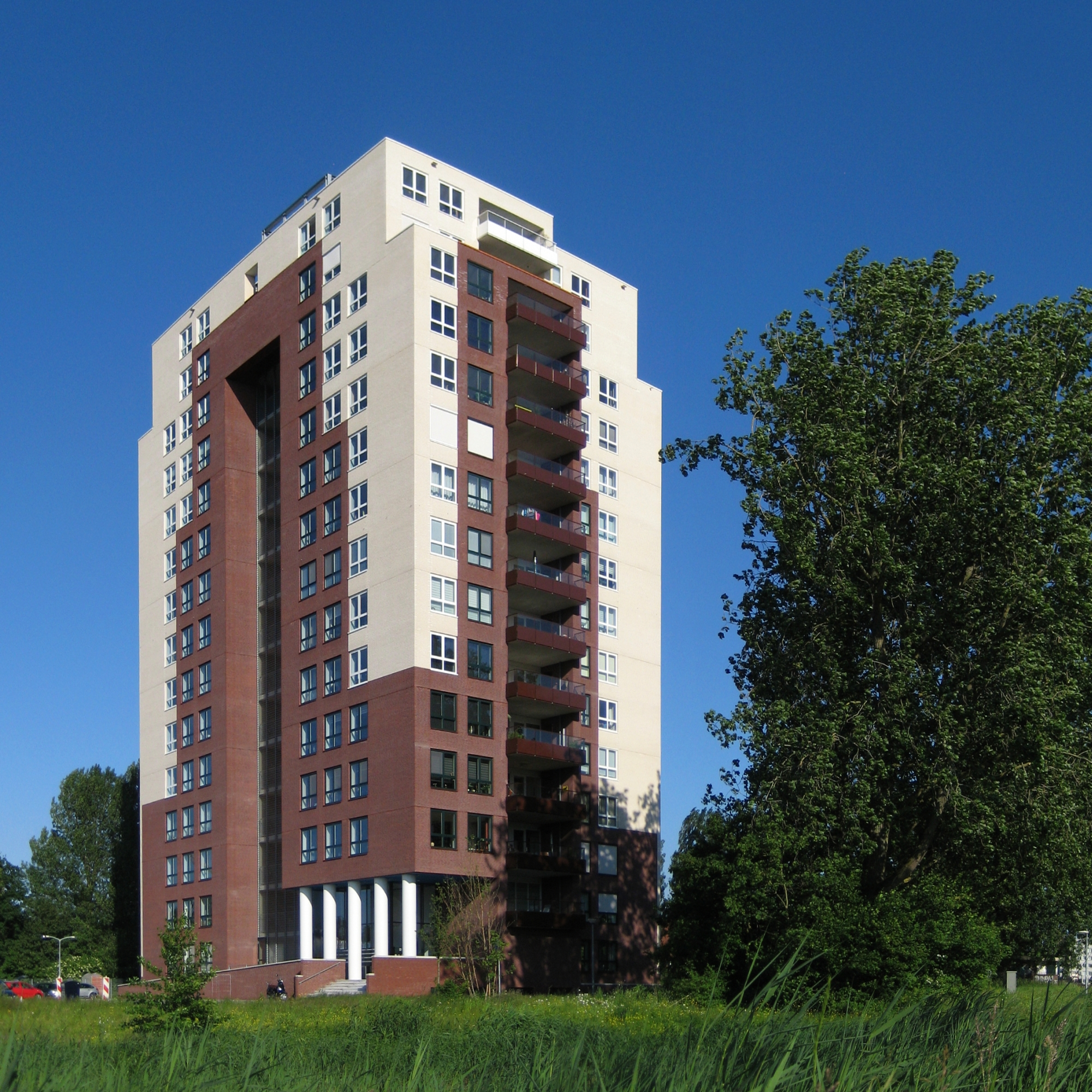
Marquant Paddepoel, Groningen, 2009
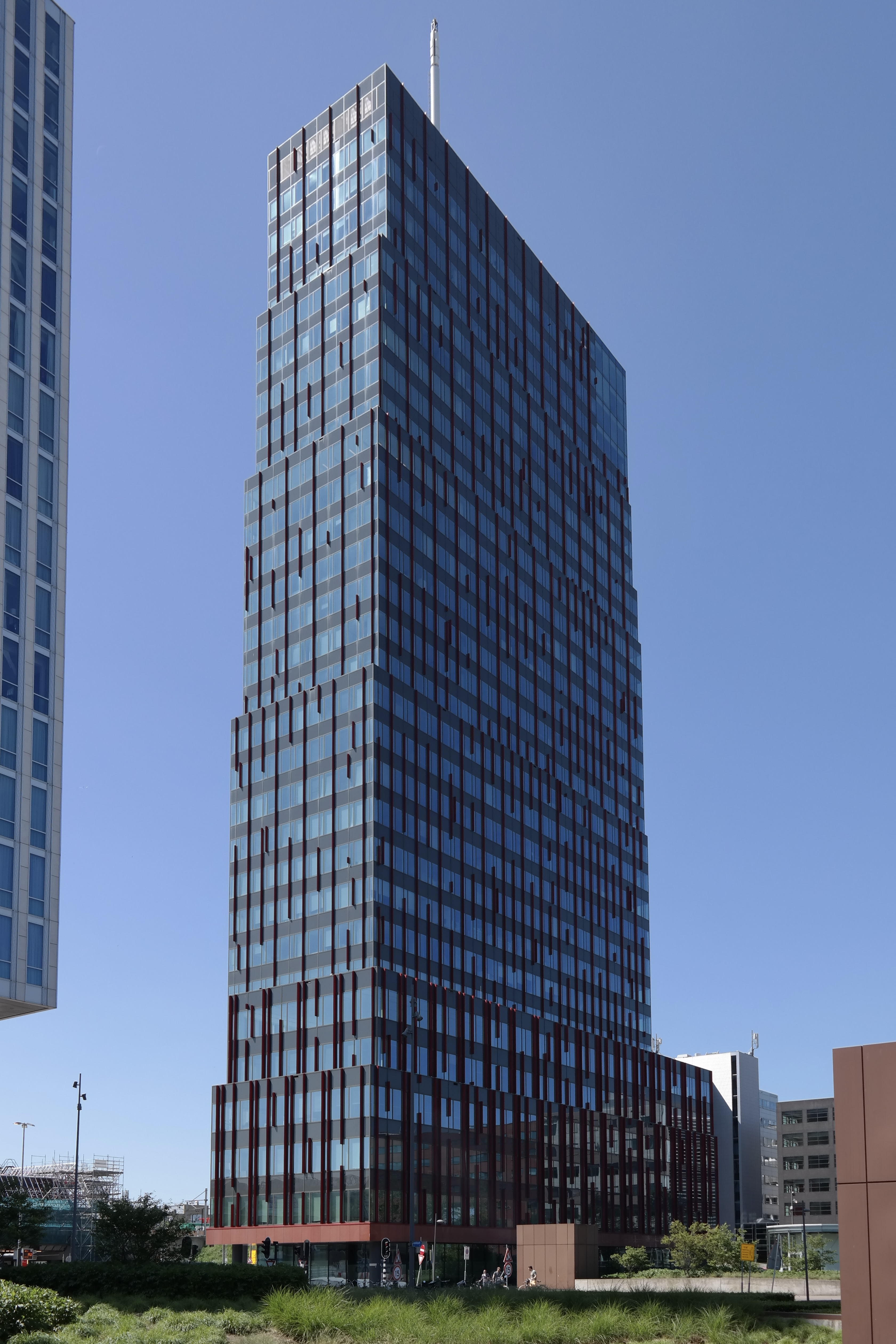
Carlton, Almere, 2010
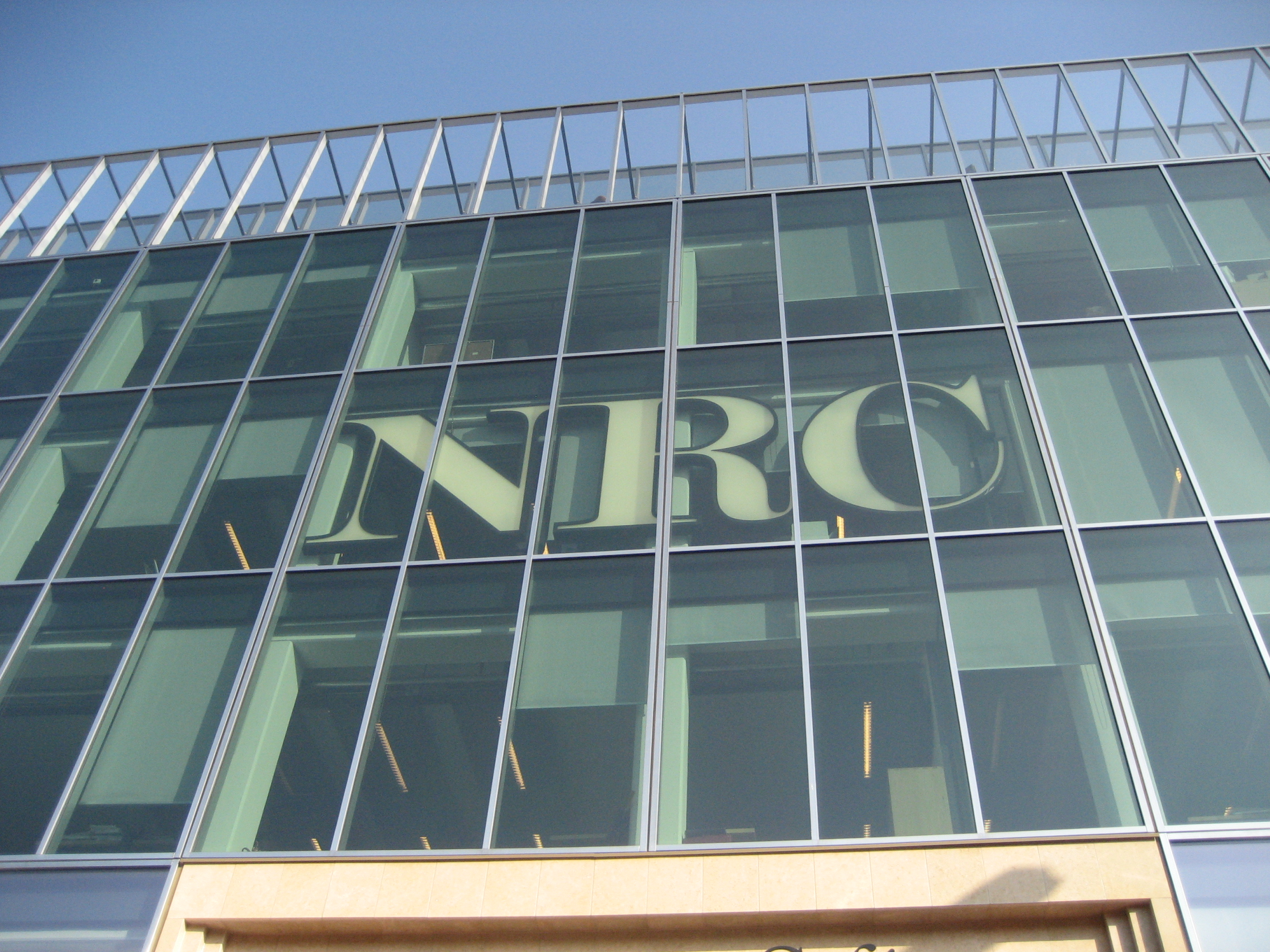
NRC, Rokin, Amsterdam, 2012
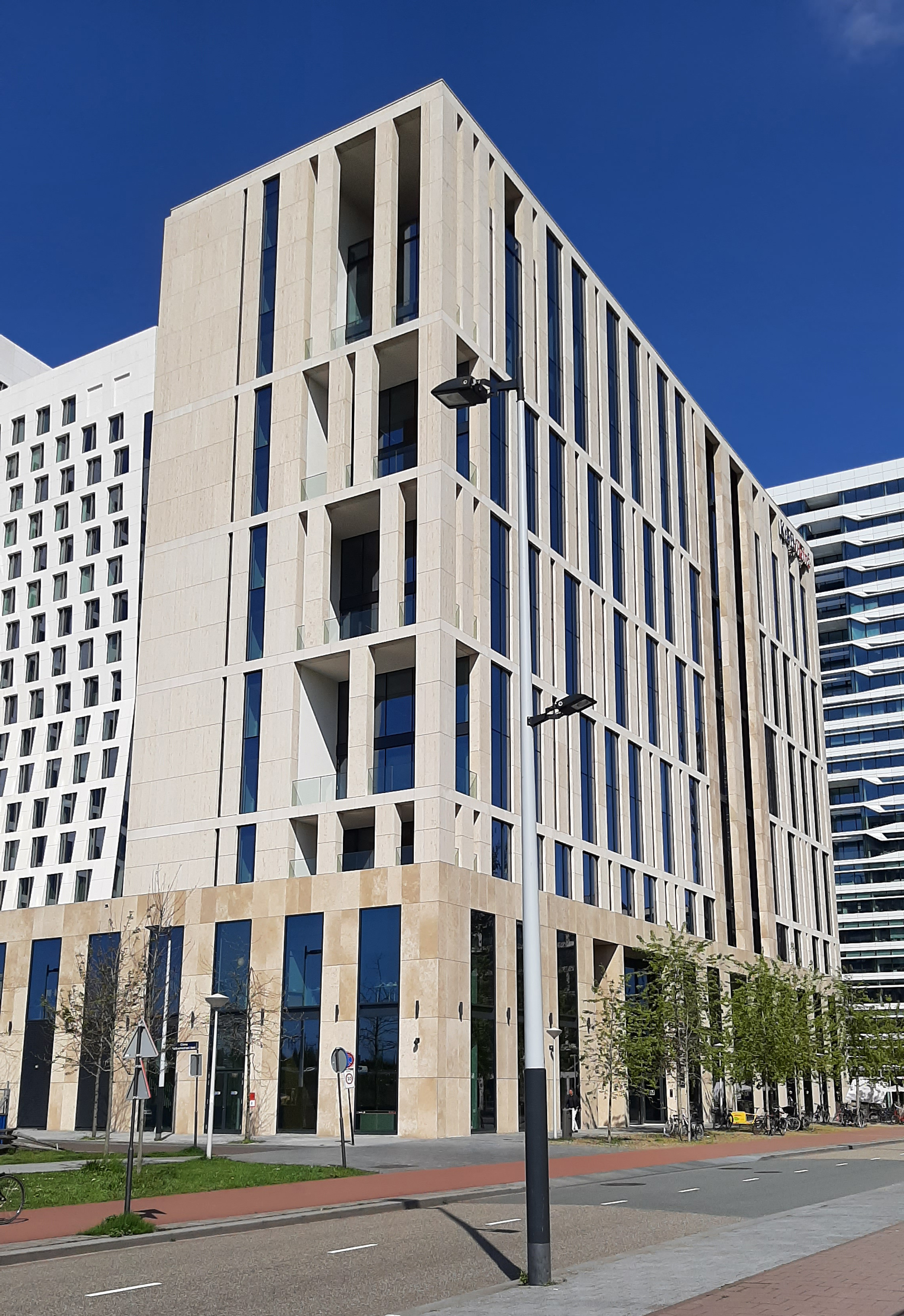
NoMA House, Amsterdam, 2018
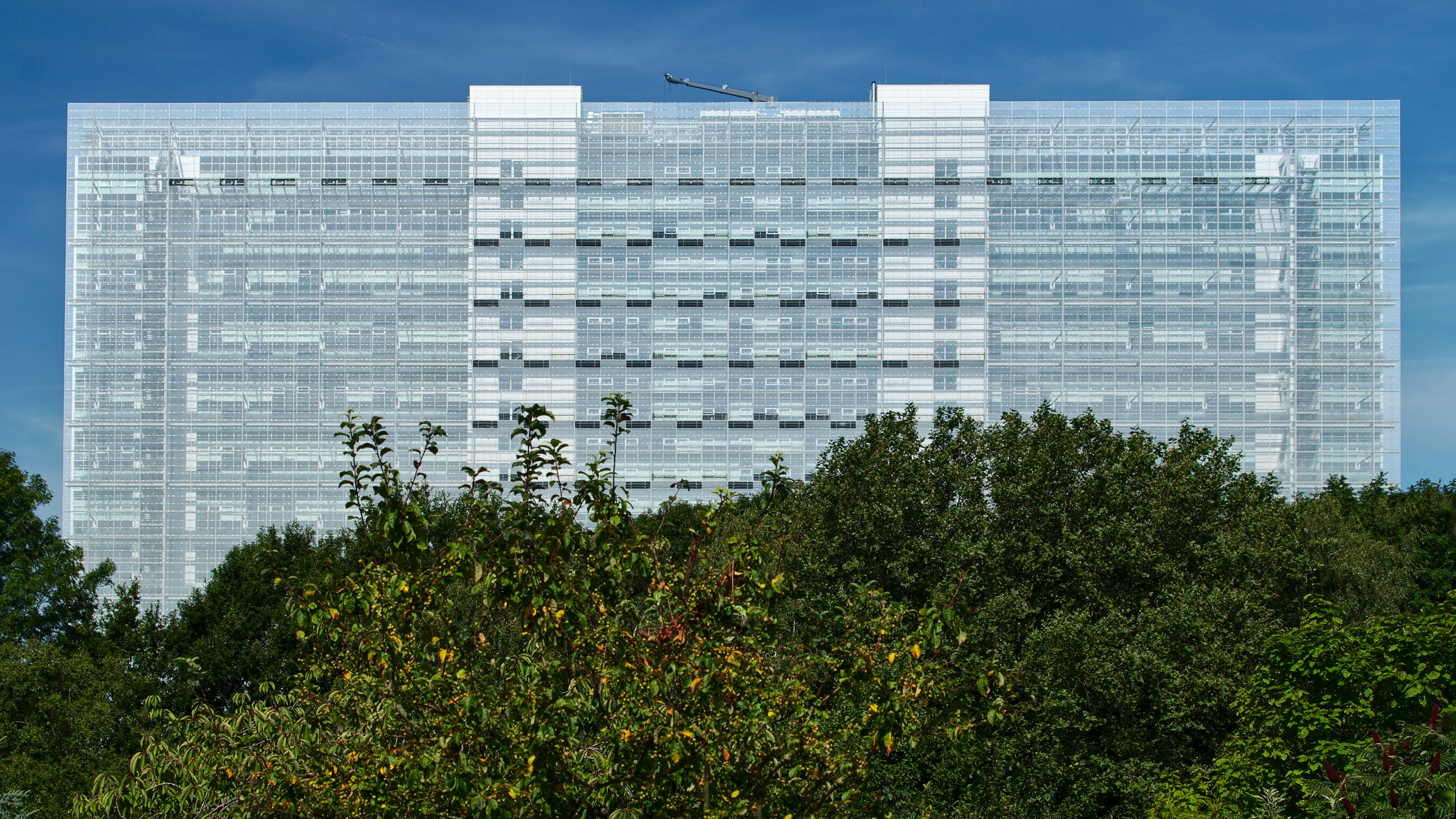
European Patent Office, Rijswijk, 2018
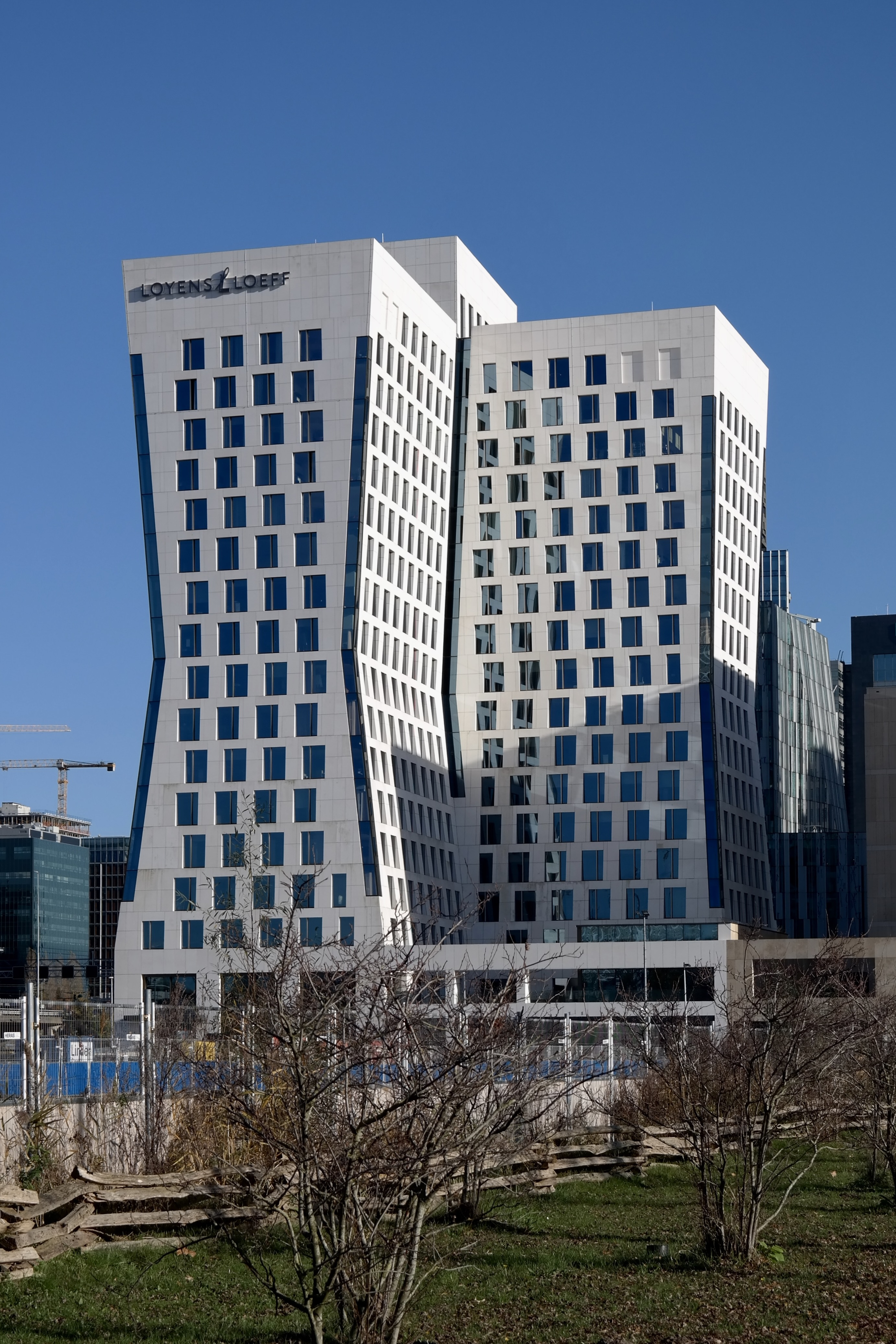
Kantoorgebouw Hourglass, Amsterdams, 2020
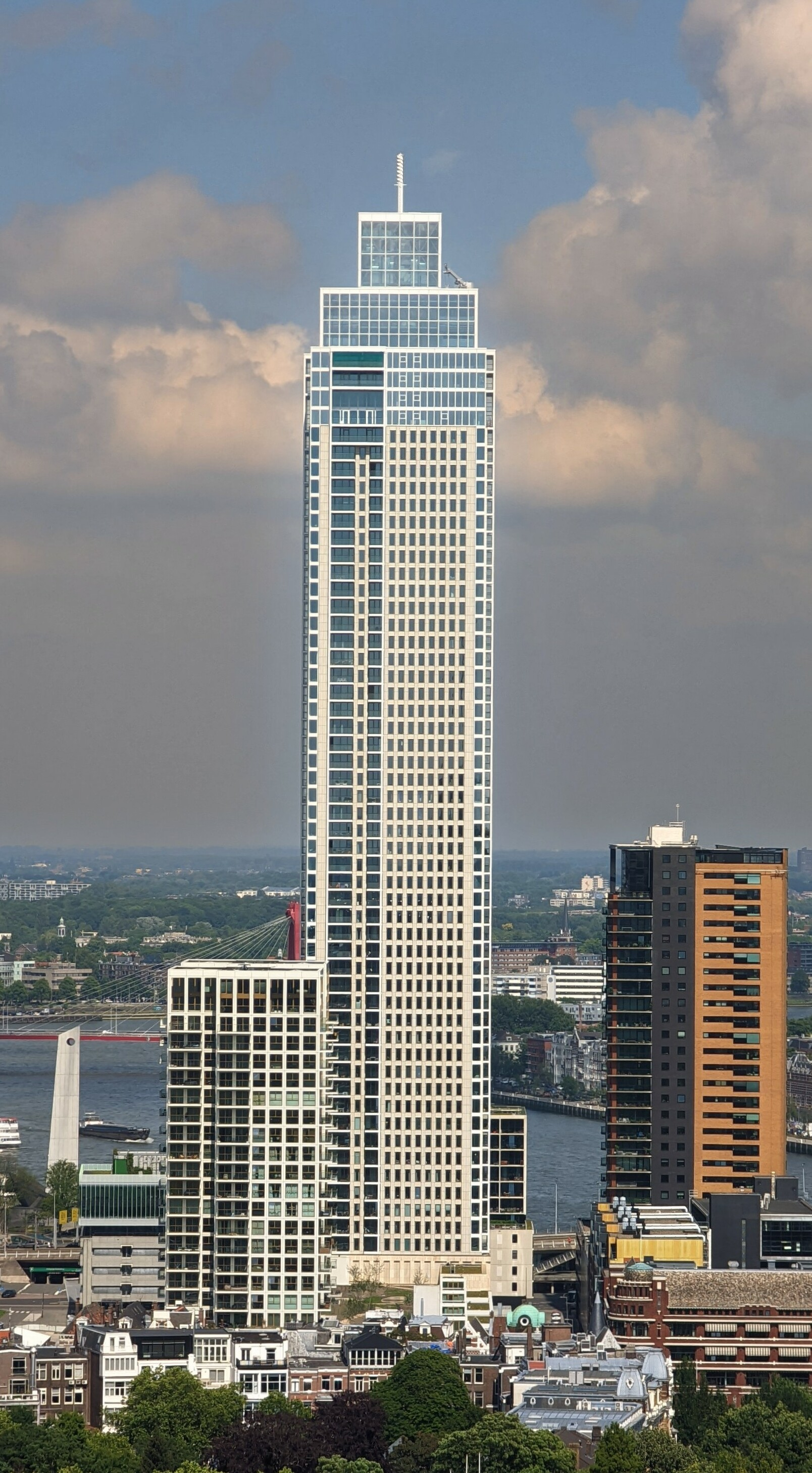
Zalmhaventoren, Rotterdam, 2022